# 鈴木浩三
鈴木 浩三（すずき こうぞう、1960年4月26日 - ）は、日本の経済史家。
東京生まれ。1983年中央大学法学部卒業、東京都入庁、環境局総務部副参事、水道局職員部労務課長、多摩水道改革推進本部調整部管理課長。2005年筑波大学大学院ビジネス科学研究科企業科学専攻博士課程修了、「日本における企業間関係の構築によるコスト低減」で博士(経営学)。2007年日本管理会計学会「論文賞」受賞。

## 著書
- 『江戸の経済政策と現代 江戸がわかれば今がみえる』ビジネス教育出版社 1993
- 『江戸の経済システム 米と貨幣の覇権争い』日本経済新聞社 1995
  - 『資本主義は江戸で生まれた』日経ビジネス人文庫 2002
- 『震災復興の経済学 いま東京を大地震が襲ったら』古今書院 1997
- 『江戸商人の経営 生き残りを賭けた競争と協調』日本経済新聞出版社 2008
  - 『江戸商人の経営(ビジネス)戦略』日経ビジネス人文庫 2013
- 『江戸のお金の物語』日経プレミアシリーズ 2011
- 『江戸の風評被害』筑摩選書 2013
- 『江戸の都市力　地形と経済で読みとく』ちくま新書 2016
- 『江戸・東京の「地形と経済」のしくみ 地図で読みとく』日本実業出版社 2019
- 『パンデミックvs．江戸幕府 』日経プレミアシリーズ 2020
- 『地形で見る江戸・東京発展史』ちくま新書 2022
- 鈴木理生共著『ビジュアルでわかる 江戸・東京の地理と歴史』日本実業出版社 2022
- 『江戸・東京水道全史』筑摩選書 2025

## 論文
- <鈴木浩三